# Флан О'Брайън
Браян О'Нолън (на ирландски: Brian O'Nolan) е ирландски държавен служител, журналист, драматург и писател на произведения в жанра социална драма, научна фантастика, фентъзи, сатира и документалистика. Пише под псевдонима Флан О'Брайън (на ирландски: Flann O'Brien) и под други псевдоними за ранните му разкази и журналистически публикации. Счита се за ключова фигура в модернистичната и постмодерната литература.

## Биография и творчество
Браян О'Нолън е роден на 5 октомври 1911 г. в Страбан, графство Тайроун, Северна Ирландия. Той е петото дете от дванадесет деца и третият син в католическото и ирландоговорещо семейство на Майкъл О'Нолън и Агнес Гормли. Баща му е митнически служител и е преместен в Шотландия през 1913 г., след това в Инчикор, близо до Дъблин. През 1917 г., поради многобройните командировки на съпруга си, Агнес Гормли се премества с децата си при родителите си, които говорят само английски. През 1920 г. семейството се премества в Капинкур, близо до Тъламор, графство Офали, а през 1923 г. Майкъл е преместен в централната администрация в Дъблин и се установява със семейството си там.
Браян О'Нолън учи в училището „Християнски братя“, което има репутация на прекомерно и ненужно използване на телесни наказания, което той отразява по-късно в полуавтобиографичния си роман „Трудният живот“. Следва немска филология в университетския колеж „Блекрок“ в Дъблин, който е по-либерален. В университета участва като редактор на студентски вестници, където публикува първия си разказ, и е член на Литературно-историческото дружество. През 1934 г. със състуденти основават краткотрайното литературно списание „Блатър“, в което публикува сатирични материали.
През 1935 г. Браян О'Нолън започва работа като държавен служител, която запазва до 1954 г., когато след политическа полемика е принуден да подаде оставка от позицията си на секретар на много министерства.
Първият му и най-известен роман „Плаващите чавки“ е издаден през 1939 г. Той е смесица от фарс, сатира, митология и абсурдизъм, пародия на модерните тогава селски хроники. Главният герой, разказвач от ъндърграунда, живее с чичо си в Дъблин, пие твърде много и измисля истории, изпълнени с весели и невероятни герои, един от които създава средство, чрез което жените могат да раждат възрастни хора. Авангардният роман-пъзел е оценен високо от Греъм Грийн, Самюъл Бекет и Джеймс Джойс, а по-късно списание „Тайм“ го включва в класацията сред 100-те най-значими англоезични романа на XX век.
През 1940 г. завършва ръкописа на романа се „Тратият полицай“, който не е приет от издателствата и е публикуван едва след смъртта му. През 1941 г. е издаден вторият му роман „Бедната уста“. Разочарован от хладния прием той изоставя жанра, към който се връща едва 20 години по-късно с кратките романи „Трудният живот“ от 1962 г. и „Архивът на Далки“ от 1964 г. Романите му привличат много последователи както заради нестандартния си хумор, и като видни примери за модернистична метафикция.
Той има голям успех в периода 1940 – 1966 г. като колумнист в „Ириш Таймс“, където под псевдонима Майлс на понитата(държавните служители нямат право да говорят публично от свое име) пише малки хумористични статии в рубриката „Малката препълнена кана“ (Cruiskeen Lawn), а персонажът им става легендарен за жителите на Дъблин.
В продължение на около десетилетие след смъртта на баща си през 1937 г., той помага за издръжката на братята и сестрите си. На 2 декември 1948 г. се жени за Евелин Макдонъл, машинописка в Министерството на местното самоуправление. Двамата нямат деца. През по-голямата част от живота си той пие много и страда от лошо здраве в по-късните си години.
Браян О'Нолън умира от инфаркт на 1 април 1966 г. в Дъблин, Ирландия.

## Произведения

### Самостоятелни романи
- At Swim-Two-Birds (1939)[1][2][4][5]
Плаващите чавки, изд.: „Фама“, София (2008), прев. Филипина Филипова
- The Poor Mouth (1941) – издаден и като „An Beal Bocht„
- The Hard Life (1961)
- The Dalkey Archive (1964)
- The Third Policeman (1967)

### Разкази
- Díoghaltais ar Ghallaibh 'sa Bhliain 2032! (1932)
- John Duffy's Brother (1940)

### Сборници
- Stories and Plays (1973)[1]

### Документалистика
- Cruiskeen Lawn (1943)[1][5]
- The Best of Myles (1968)
- The Collected Letters of Flann O'Brien (2018)

### Екранизации
- 1992 The Brother
- 2007 The Martyr's Crown

## Книги за него
- Flann O'Brien: An Illustrated Biography (1987) – от Питър Костело и Питър ван де Камп[5]